# Gran Premi dels Estats Units del 2013
El Gran Premi dels Estats Units de Fórmula 1 de la temporada 2013 s'ha disputat al Circuit d'Austin, del 15 al 17 de novembre del 2013.

## Resultats de la qualificació
| Pos                      | No | Pilot               | Constructor          | Part 1   | Part 2   | Part 3   | Sortida |
| ------------------------ | -- | ------------------- | -------------------- | -------- | -------- | -------- | ------- |
| 1                        | 1  | Sebastian Vettel    | Red Bull-Renault     | 1:38.516 | 1:37.065 | 1:36.338 | 1       |
| 2                        | 2  | Mark Webber         | Red Bull-Renault     | 1:38.161 | 1:37.312 | 1:36.441 | 2       |
| 3                        | 8  | Romain Grosjean     | Lotus-Renault        | 1:38.676 | 1:37.523 | 1:37.155 | 3       |
| 4                        | 11 | Nico Hülkenberg     | Sauber-Ferrari       | 1:38.339 | 1:37.828 | 1:37.296 | 4       |
| 5                        | 10 | Lewis Hamilton      | Mercedes             | 1:37.959 | 1:37.854 | 1:37.345 | 5       |
| 6                        | 3  | Fernando Alonso     | Ferrari              | 1:38.929 | 1:37.368 | 1:37.376 | 6       |
| 7                        | 6  | Sergio Pérez        | McLaren-Mercedes     | 1:38.367 | 1:38.040 | 1:37.452 | 7       |
| 8                        | 7  | Heikki Kovalainen   | Lotus-Renault        | 1:38.375 | 1:38.078 | 1:37.715 | 8       |
| 9                        | 17 | Valtteri Bottas     | Williams-Renault     | 1:37.821 | 1:37.439 | 1:37.836 | 9       |
| 10                       | 12 | Esteban Gutiérrez   | Sauber-Ferrari       | 1:38.082 | 1:38.031 | 1:38.034 | 201     |
| 11                       | 19 | Daniel Ricciardo    | Toro Rosso-Ferrari   | 1:38.882 | 1:38.131 |          | 10      |
| 12                       | 14 | Paul di Resta       | Force India-Mercedes | 1:38.894 | 1:38.139 |          | 11      |
| 13                       | 5  | Jenson Button       | McLaren-Mercedes     | 1:38.588 | 1:38.217 |          | 152     |
| 14                       | 9  | Nico Rosberg        | Mercedes             | 1:38.743 | 1:38.364 |          | 12      |
| 15                       | 4  | Felipe Massa        | Ferrari              | 1:39.094 | 1:38.592 |          | 13      |
| 16                       | 18 | Jean-Éric Vergne    | Toro Rosso-Ferrari   | 1:38.880 | 1:41.696 |          | 14      |
| 17                       | 15 | Adrian Sutil        | Force India-Mercedes | 1:39.250 |          |          | 16      |
| 18                       | 16 | Pastor Maldonado    | Williams-Renault     | 1:39.351 |          |          | 17      |
| 19                       | 21 | Giedo van der Garde | Caterham-Renault     | 1:40.491 |          |          | 18      |
| 20                       | 22 | Jules Bianchi       | Marussia-Cosworth    | 1:40.528 |          |          | 19      |
| 21                       | 20 | Charles Pic         | Caterham-Renault     | 1:40.596 |          |          | 223     |
| 22                       | 23 | Max Chilton         | Marussia-Cosworth    | 1:41.401 |          |          | 21      |
| Temps del 107%: 1:44.668 |    |                     |                      |          |          |          |         |
| Font:                    |    |                     |                      |          |          |          |         |

Notes:

^1  – Esteban Gutiérrez va ser penalitzat amb 10 llocs a la graella de sortida per haver obstaculitzat Pastor Maldonado durant la qualificació.
^2  – Jenson Button va ser penalitzat amb 3 llocs per no respectar les banderes vermelles a la sessió de pràctiques.
^3  – Charles Pic va ser penalitzat amb 5 posicions a la graella de sortida per substituir la caixa de canvi.

## Resultats de la Cursa
| Pos   | No | Pilot               | Constructor          | Voltes | Temps / Retirada | Pos.Sortida | Punts |
| ----- | -- | ------------------- | -------------------- | ------ | ---------------- | ----------- | ----- |
| 1     | 1  | Sebastian Vettel    | Red Bull-Renault     | 56     | 1h 39' 17. 148   | 1           | 25    |
| 2     | 8  | Romain Grosjean     | Lotus-Renault        | 56     | + 6.284 s        | 3           | 18    |
| 3     | 2  | Mark Webber         | Red Bull-Renault     | 56     | + 8.396 s        | 2           | 15    |
| 4     | 10 | Lewis Hamilton      | Mercedes             | 56     | + 27.358 s       | 5           | 12    |
| 5     | 3  | Fernando Alonso     | Ferrari              | 56     | + 29.592 s       | 6           | 10    |
| 6     | 11 | Nico Hülkenberg     | Sauber-Ferrari       | 56     | + 30.400 s       | 4           | 8     |
| 7     | 6  | Sergio Pérez        | McLaren-Mercedes     | 56     | + 46.692 s       | 7           | 6     |
| 8     | 17 | Valtteri Bottas     | Williams-Renault     | 56     | + 54.509 s       | 9           | 4     |
| 9     | 9  | Nico Rosberg        | Mercedes             | 56     | + 59.141 s       | 12          | 2     |
| 10    | 5  | Jenson Button       | McLaren-Mercedes     | 56     | + 1'17.278 min.  | 15          | 1     |
| 11    | 19 | Daniel Ricciardo    | Toro Rosso-Ferrari   | 56     | + 1'21.004 min.  | 10          |       |
| 12    | 4  | Felipe Massa        | Ferrari              | 56     | + 1'26.914 min.  | 13          |       |
| 13    | 12 | Esteban Gutiérrez   | Sauber-Ferrari       | 56     | + 1'31.707 min.  | 20          |       |
| 14    | 7  | Heikki Kovalainen   | Lotus-Renault        | 56     | + 1'35.063 min.  | 8           |       |
| 15    | 14 | Paul di Resta       | Force India-Mercedes | 56     | + 1'36.853 min.  | 11          |       |
| 16    | 18 | Jean-Éric Vergne    | Toro Rosso-Ferrari   | 56     | + 1'44.574 min.1 | 14          |       |
| 17    | 16 | Pastor Maldonado    | Williams-Renault     | 55     | + 1 Volta        | 17          |       |
| 18    | 22 | Jules Bianchi       | Marussia-Cosworth    | 55     | + 1 Volta        | 19          |       |
| 19    | 21 | Giedo van der Garde | Caterham-Renault     | 55     | + 1 Volta        | 18          |       |
| 20    | 20 | Charles Pic         | Caterham-Renault     | 55     | + 1 Volta        | 22          |       |
| 21    | 23 | Max Chilton         | Marussia-Cosworth    | 54     | + 2 Voltes       | 21          |       |
| Ret   | 15 | Adrian Sutil        | Force India-Mercedes | 0      | Col·lisió        | 17          |       |
| Font: |    |                     |                      |        |                  |             |       |

Notes:

^1  – Jean-Éric Vergne va ser penalitzat amb 20 segons després de la cursa per col·lidir amb Esteban Gutiérrez.